# Rubén Corbo
Rubén Romeo Corbo Burmia (20 gennaio 1952) è un ex calciatore uruguaiano, di ruolo attaccante.